# Тунха

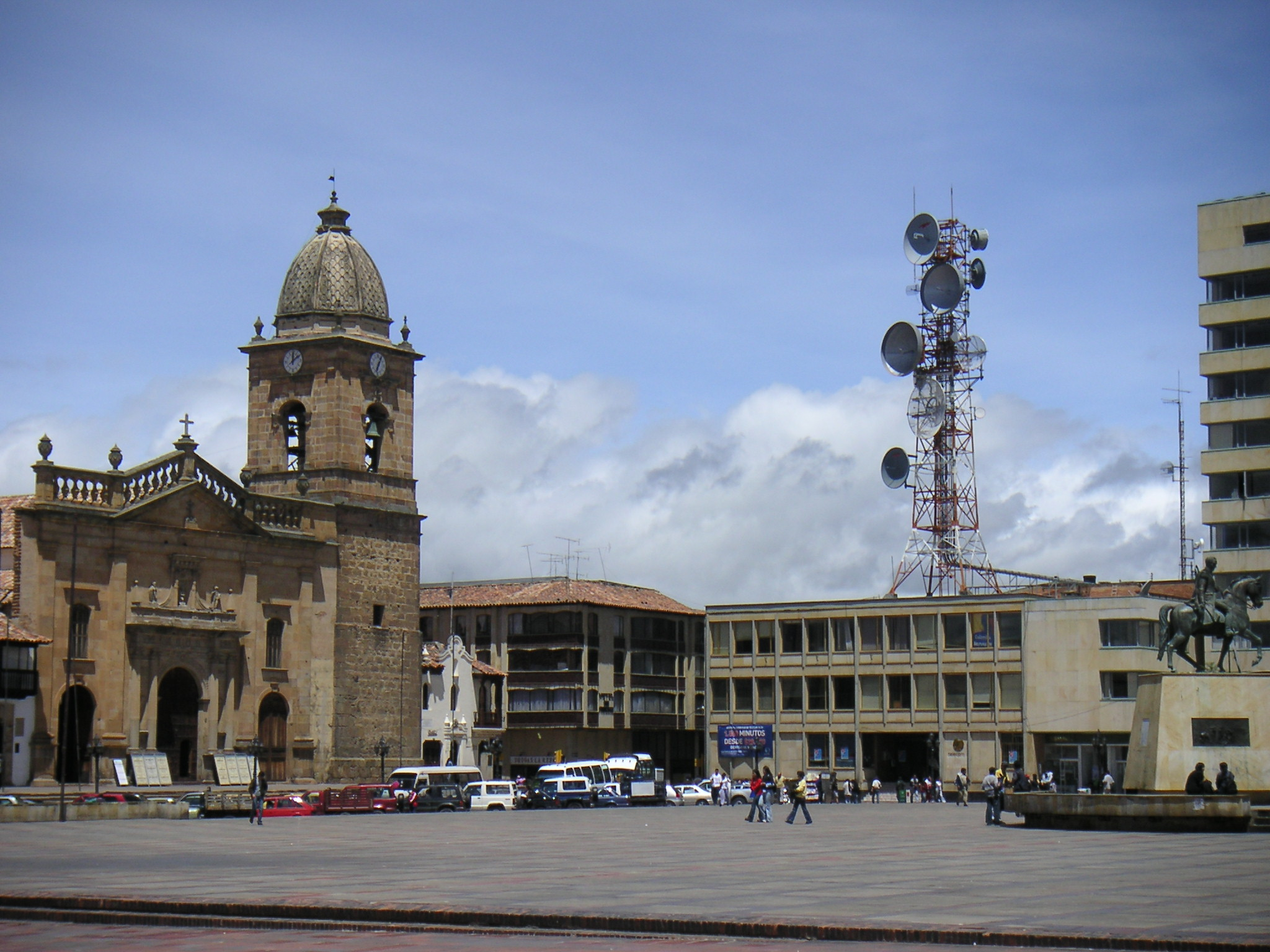
Центральная площадь города

Ту́нха (исп. Tunja [ˈtuŋxa]) — город в центральной части Колумбии, основан в 1539 году. Столица департамента Бояка.

## История

### Сокровища чибча-муисков
Сокровища, захваченные конкистадором Гонсало Хименесом де Кесадой на территории Колумбии у чибча-муисков, составили меньшее количество, чем захваченное Франсиско Писарро у инков, как видно из доклада королевских чиновников Хуана де Сан Мартина и Антонио де Лебрихи, принявших личное участие в походе (июль 1539):

Когда заместитель [Хименес де Кесада] вернулся в Тунху, было взвешено имевшееся золото, и взвешенное, составило, как в том, что было захвачено в Тунхе, так и у Согамосо и другое небольшое количество золота, захваченное в крае, вес в сто девяносто одна тысяча и сто девяносто четыре песо чистого золота, и другого, более низкопробного, золота тридцать семь тысяч двести тридцать восемь песо, и другого золота, называемого золотой лом, набралось восемнадцать тысяч триста девяносто песо. Была захвачена одна тысяча восемьсот пятнадцать изумрудных камней, среди которых имеются высококачественные камни, одни крупные, а другие — маленькие, и многообразные.— Хуан де Сан Мартин и Антонио де Лебриха. Доклад о завоевании Нового Королевства Гранада (июль 1539 года).
Колониальная эпоха
Тунха стала важным центром испанской колониальной империи. В городе были построены церкви, монастыри и другие исторические здания. Одним из наиболее известных памятников является Кафедральный собор Тунха

### Русский мэр
В октябре 2023 года мэром Тунхи был избран российский экономист Михаил Краснов (вступил в должность 1 января 2024 г.) Он набрал 31,55 % голосов, обойдя двух местных «номенклатурных» кандидатов. Уроженец Саратова приехал в Колумбию в 2008 году по программе студенческого обмена, получил колумбийское гражданство, сохранив российское, преподавал в университете. Кампанию строил на антикоррупционных лозунгах.